# Procladius choreus
Procladius choreus är en tvåvingeart som först beskrevs av Johann Wilhelm Meigen 1804.  Procladius choreus ingår i släktet Procladius och familjen fjädermyggor. Inga underarter finns listade i Catalogue of Life.